# Col·lectiu Nemesis
El Col·lectiu Nemesis (en francès Collectif Némésis) és un petit grup i col·lectiu que es reivindica feminista i pertany al moviment identitari. Aquest col·lectiu es va formar l'⁣octubre de 2019 a França i també és actiu a la Suïssa francòfona des de juny de 2021.
El col·lectiu s'ha destacat per les seves accions i discurs xenòfob, transfòbic, racista, antiislam i antiimmigració. Rebut favorablement per l'⁣extrema dreta, és repudiat i molt criticat per diversos col·lectius feministes i sociòlegs per la seva instrumentalització de temes feministes amb finalitats reaccionàries. Per això, aquest col·lectiu es pot referir com un exemple de feminiacionalisme.

## Història

### Fundació
El Col·lectiu Nemesis va ser fundat l'⁣octubre de 2019 per un grup d'amigues que no es reconeixen en el «ideologia d'esquerres dels moviments feministes contemporanis». Les agressions sexuals de Cap d'Any 2016 a Alemanya per part de migrants irregulars i el moviment MeToo el 2019 es trobaren entre els actes que van portar a la fundació del col·lectiu.
La presidenta Alice Cordier (pseudònim) i la portaveu Mathilda són cofundadores de Némésis. La secció suïssa s'obriria el juny de 2021, sent composta llavors per una vintena de francòfons el febrer de 2022, que es reuneixen generalment a Lausana i duen a terme accions a Romandia.
Els membres de Némésis són dones joves d'entre divuit i trenta anys, diverses romanen en l'anonimat a causa d'atacs o amenaces contra elles. Tot i que Némésis es declara independent d'un partit polític, Alice Cordier anuncià que havia votat per Éric Zemmour a les eleccions presidencials franceses de 2022. Marie-Émilie Euphrasie, antiga membre de la Cocarde Étudiante i membre fundadora de Némésis, es va implicar en la campanya de Marine Le Pen per a les eleccions presidencials i legislatives franceses el mateix any. Diverses activistes fundadores de Némésis Suisse, entre les quals la seva presidenta regional Sarah Prina (pseudònim), provenien o estaven vinculats al grup neonazi Militants suisses, públicament inactiu i del qual la secció afirma haver-se distanciat.

### Accions militants a França

#### Marxa #NosaltresTots contra la violència contra les dones

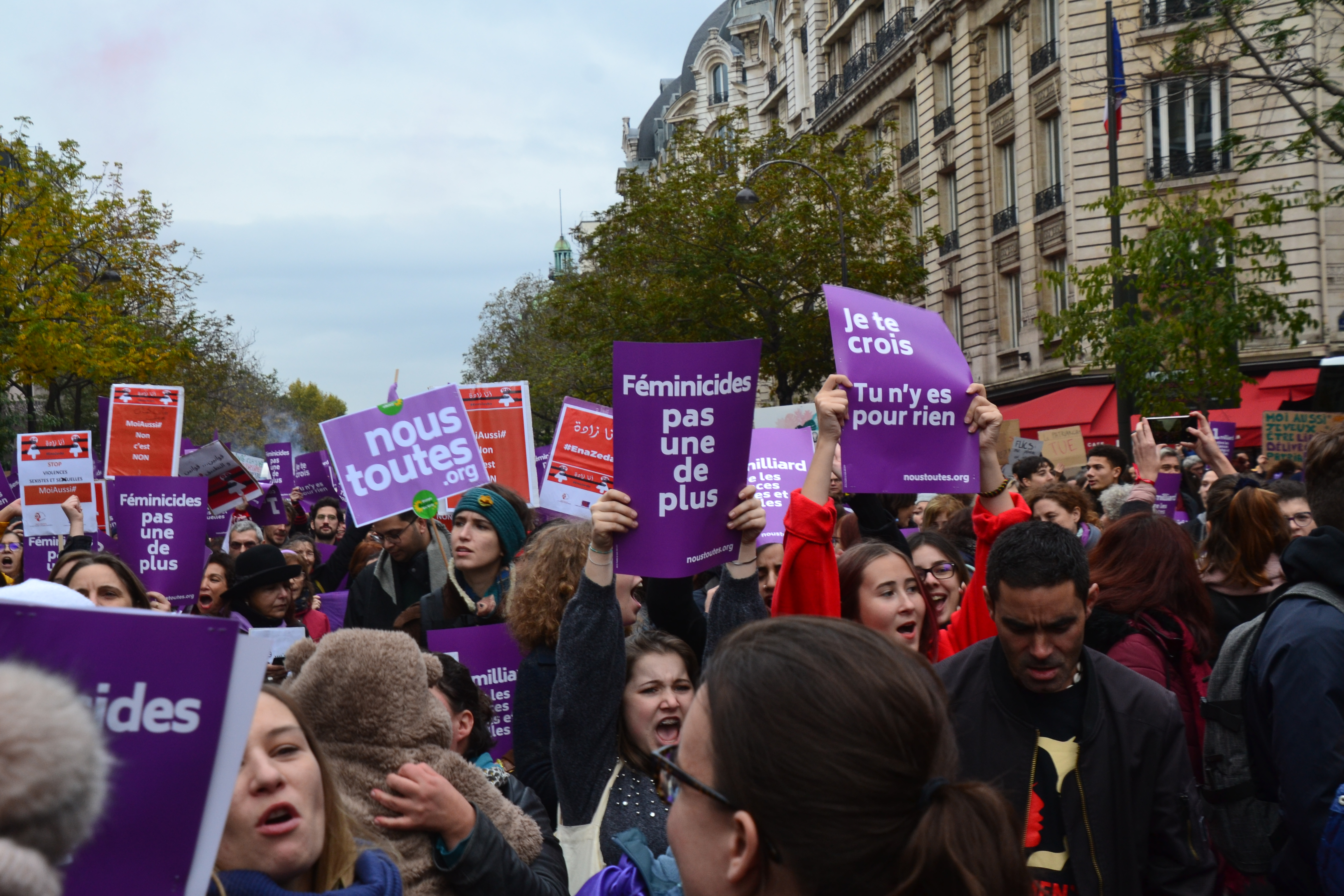
Marxa contra la violència masclista i sexual a París organitzada per #NousToutes el novembre de 2019.

El 23 de novembre de 2019 Némésis es va donar a conèixer al gran públic mitjançant la seva participació i l'exfiltració de cinc activistes a la marxa organitzada durant el Dia internacional per a l'eliminació de la violència contra les doness pel col·lectiu feminista #NousToutes.
El 20 de novembre de 2021, el Col·lectiu Némésis va intentar participar en la manifestació #NousToutes, però va ser rebutjat per manifestants i antifeixistes, en particular pertanyents a la Guàrdia Jove Antifeixista. Segons diversos diaris, el motiu fou una pancarta que evocava l'⁣estatus de la dona a l'Afganistan i la migració afganesa a França amb el lema: «L'odi a les dones no és un enriquiment cultural!».
El 19 de novembre de 2022, activistes de Nemesis emmascarades amb hijabs i nikabs mostraren rètols que demanaven el dret a portar el burqa i deien ser «feministes i islamistes». Segons el Col·lectiu Némésis, la resta de manifestants no van reaccionar negativament a les pancartes, confirmant segons ell «la inconsistència del neofeminisme amb l'islam polític». Davant el rebombori a les xarxes socials, #NousToutes denuncià un «trampa i assegurà al contrari que les joves van ser evacuades ràpidament de la marxa».

#### Altres accions militants
Durant el Dia Internacional del Migrant, el 18 de desembre de 2020, el col·lectiu es reuní emmascarat al pati del Palau Garnier, amb bombes de fum i pancartes amb missatges racistes.
El gener de 2022, les activistes interrompen la reunió al Zénith de París de Valérie Pécresse, candidata a les eleccions presidencials, cridant: «Pecresse, traïdora». Acompanyant-se de pancartes que deien: «Pécresse, islamodreta» i apareixien també missatges com «vel a la universitat».
Igual que altres organitzacions d'extrema dreta, el col·lectiu Nemesis va assolir protagonisme gràcies al compromís humanitari arran de la invasió russa d'Ucraïna el 2022. Tanmateix, una font de StreetPress afirmaria que la seva acció era una «gran estafa» i que només es tractava de propaganda.

### Accions militants a Suïssa
El novembre de 2021, a Lausana, activistes de Némésis Suisse, portaren una pancarta que deia «Violadors suïssos: presó.» en una marxa contra la violència contra les dones organitzada pel moviment de vaga feminista suís, que requerí la intervenció policial. A la mateixa ciutat, els 8 de març i 14 de juny 2022, respectivament, pel Dia Internacional de la Dona i la vaga en nom de la igualtat de gènere, a Némesis Suïssa li fou impedit l'accés a les processons oficials.
A l'abril del mateix any, la Universitat de Ginebra organitzà una festa estudiantil que tenia com a objectiu sensibilitzar contra les violacions de GHB al vespre. Nemesis Switzerland fou convidat i organitzà una distribució de anti-GHB de la seva invenció abans que l'organitzador UniParty cancel·lés la invitació després de moltes crítiques.

## Objectius i posicions polítiques
El col·lectiu reivindica tres objectius principals:
- Combatre la violència contra les dones en àmbits professionals i públics;

- Portar la immigració al debat públic com a factor de violència contra les dones occidentals;

- Promoure la civilització europea com a satisfactòria per a les dones.

El col·lectiu Nemesis és «compost per dones joves d'entre 18 i 30 anys", s'oposa a «la islamització de la societat que va dir que requeriria que totes les dones portessin el hijab o el niqab, així com les persones transgènere. El col·lectiu creu que la igualtat de gènere ja s'acompleix. Tanmateix, es nega a posicionar-se sobre altres temes feministes (PMA, GPA). Sense qüestionar el dret a l'avortament, Némésis pensa que hi ha «enormement, potser fins i tot massa» avortaments i es nega a veure la interrupció voluntària de l'embaràs com a trivial. El col·lectiu també es posiciona en contra de l'anticoncepció diferent de la natural i defensa un «complementarietat home/dona sense comentar el matrimoni entre persones del mateix sexe».

## Recepció als mitjans de comunicació i a la política

### Mitjans de comunicació
Després de l'aparició del col·lectiu a la televisió el novembre de 2019, nombrosos articles de premsa a França van condemnar el seu discurs xenòfob, racista i antiimmigració, i van assenyalar els seus vincles amb altres organitzacions identitàries o reialistes.

### Política
El Collectif Némésis ha estat recolzat diverses vegades per personalitats identitàries o conservadores com Damien Rieu i Génération identitaire, Gilbert Collard, Jean Messiha i altres personalitats del Reagrupament Nacional, per periodistes de Causeur com Eugénie Bastié i els de Valeurs Actuelles com Charlotte d 'Ornellas.
El 26 d'abril de 2022, una foto d'activistes acompanyades de Jean-Michel Blanquer, aleshores ministre d'Educació Nacional, i publicada al compte de Twitter del Collectif Némésis, va provocar protestes clam. El ministre denuncià «manipulació i assegurà que no donava cap mena de suport al col·lectiu, al contrari del que havia dit Alice Cordier en un altre tuit».
La politòloga Magali Della Sudda desenvoluparia la idea que l'apropiació de la causa feminista per part de determinats moviments com Les Antigones i el Collectif Némésis havia contribuït a "suavitzar" la imatge de Marine Le Pen, en particular. Així mateix, aquests moviments permeteren la politització d'un públic jove i femení creant un discurs que es reivindicava feminista però situat a l'extrema dreta de l'espectre polític.

## Vincles amb altres moviments feministes
Diverses feministes i sociòlegs de França i Suïssa les acusen d'instrumentalitzar el feminisme i s'oposen fermament a les seves reivindicacions i a la seva ideologia, que continua sent minoritària dins del mateix moviment feminista i de la societat. El periodista Paul Conge descriu Nemesis com un «grup d'extrema dreta que afegeix certs temes propis del feminisme […] insistint exclusivament en el color de la pell dels agressors». Per a la politòloga Magali Della Sudda, Nemesis és un contramoviment que aborda accions que les feministes tradicionals no denunciarien, i que es poden comparar amb el feminisme "occidentalista" de Solveig Mineo. Aquesta última, no obstant això, afirma estar en «desacord total amb Némésis a tots els nivells», tenint una disputa amb les fundadores del col·lectiu des del 2018. Altres veus com Magali Della Sudda i el webzine Tapage consideren però feminacionalista el Collectif Némésis.